# Leishmania braziliensis
Espèce
Leishmania braziliensis est une espèce de protozoaires de la famille des Trypanosomatidae, pouvant causer chez l'Homme une maladie de la peau appelée leishmaniose cutanée.

## Description
Leishmania braziliensis est composé d'une population multiclonale, composée donc de plusieurs génotypes.
Le cycle de vie de L. braziliensis chez son vecteur est similaire à celui de L. mexicana. En revanche, chez le mammifère infecté, il diffère de cette espèce, en s'attaquant d'abord à la peau puis aux membranes des muqueuses.

## Taxonomie
Le nom valide complet (avec auteur) de ce taxon est Leishmania braziliensis Vianna, 1911.

## Distribution
Leishmania braziliensis est présente au Brésil et aussi au Pérou.

## Pathogénicité
Leishmania braziliensis peut causer une atteinte de la peau appelée leishmaniose cutanée. Le développement de cette maladie est lent, et après une période d'incubation de 3 mois environ, va causer des lésions au niveau du visage principalement et qui s'étend ensuite aux muqueuses avec de nombreuses destructions tissulaires. La maladie est présente dans toute l'Amérique latine.
Les lésions primaires consistent en la présence du parasite dans les cellules phagocytaires. Les lésions secondaires se développent par contact direct ou par propagation hématogène.
Ce parasite peut, lui aussi être infecté. Un virus, LRV-1 (Leishamnia RNA Virus-1) est capable d'infecter jusqu'à 25 % de ces parasites et induire des complications chez les personnes infectées par le parasite.

## Vecteurs
Les principaux vecteurs de cette leishmaniose seraient les espèces Lutzomyia wellcomei et L. whitmani.
Le chien pourrait être un réservoir domestique tandis que les réservoirs naturels seraient constitués par  des rongeurs, des marsupiaux et des carnivores sauvages. Des espèces comme Bolomys lasiurus, Oryzomys concolor, O. capito, O. nigripes, Akodon arviculoides, Proechimys spp, Rhipidomys leucodactylus, le Rattus rattus et l'opossum Didelphis marsupialis sont des réservoirs naturels.